# Rémi Herphelin

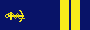
Rémi Herphelin est enseigne de vaisseau de 1re classe.

Rémi Herphelin est une série de bande dessinée créée par le dessinateur Florenci Clavé en 1966, sur un scénario de Gérard Pradal sous le pseudonyme de François Gépral. Publiée dans Pilote jusqu'en 1970, elle raconte les aventures navales d'un officier de la Marine nationale française affecté sur navire de surface ou à bord d'un sous-marin, dans la deuxième moitié du XXe siècle.

## Auteurs
Le dessinateur de la série est Florenci Clavé, dont ce sont les débuts pour l'hebdomadaire Pilote,. À l'occasion des parutions, il signe sept couvertures de cet hebdomadaire.
Gérard Pradal en est le scénariste, sous le pseudonyme de François Gépral. Rémi Herphelin est la seule série dont il crée les scénarios,.
Créée en 1966, la série disparaît en 1970.

## Héros, intrigue
Après le tour du monde sur la Jeanne d'Arc, Rémi Herphelin est promu enseigne de vaisseau de 1re classe dans la Marine nationale française. 
Jeune officier, il se distingue comme officier en second sur le dragueur de mines Laurier. Un dragage en Corse lui permet de provoquer le démantèlement d'une bande criminelle qui projetait des sabotages.
Il est ensuite affecté sur le Forbin, dans la perspective d'essais nucléaires à Mururoa. Il est particulièrement chargé de veiller sur les éléments de l'ordinateur nécessaire aux expériences.
Ses aventures, souvent en lien avec l'espionnage, se déroulent alternativement à terre, ou à bord d'un navire de guerre, bâtiment de surface ou sous-marin.
Dans la bande dessinée, il est pour la Marine l'équivalent de Michel Tanguy pour l'Armée de l'air.

## Épisodes
Les épisodes de la série paraissent pour la plupart sous forme « à suivre » dans l'hebdomadaire Pilote, de 1966 à 1970. Les autres paraissent en récits complets dans Pilote, ou dans Super Pocket, ce qui est le plus fréquent à partir de 1968.
- 1966
  - Mines dans le 098, 1966, dans Pilote no 350-363, à suivre sur 14 numéros.
  - Mystère sur la côte, 1966, dans Pilote no 360, récit complet de 2 p.
  - Cap sur la Giraclia, 1966, dans Pilote no 374, récit complet de 8 p.
- 1967
  - Mururoa party, 1967, dans Pilote no 382-397, à suivre sur 16 numéros.
  - Les requins du Pacifique, 1967, dans Pilote no 403-418, à suivre sur 16 numéros.
  - Le sous–marin des glaces, 1967, dans Pilote no 424-445, à suivre sur 22 numéros.
- 1968
  - Retour de mission, 1968, dans Super Pocket no 1, récit complet de 16 p.
  - Razzia sur les Landes, 1968, dans Pilote no 464-486, à suivre sur 23 numéros.
  - La mine qui met les voiles, 1968, dans Super Pocket no 2, récit complet de 16 p.
- 1969
  - Plein feu sur la vedette, 1969, dans Super Pocket no 3, récit complet de 16 p.
  - Les masques noirs, 1969, dans Super Pocket no 4, récit complet de 16 p.
  - Plein gaz dans la brume, 1969, dans Pilote no 503-525, à suivre sur 23 numéros.
  - La samba explosive, 1969, dans Super Pocket no 5, récit complet de 16 p.
- 1970
  - Coryza sur l’Atlantique, 1970, dans Super Pocket no 7, récit complet de 16 p.
  - Parer à virer lof pour lof !, 1970, dans Pilote no 543, récit complet de 2 p.
  - La dernière tempête, 1970, dans Super Pocket no 8, récit complet de 16 p.
  - Le mystère englouti, 1970, dans Pilote no 558-580, à suivre sur 23 numéros.
  - La dernière cigarette, 1970, dans Super Pocket no 9, récit complet de 16 p.